# Li Ju
Li Ju, född 22 januari 1976 i Nantong i Kina, är en kinesisk bordtennisspelare som tog individuellt OS-silver i Sydney år 2000 och lyckades ta guld i dubbel tillsammans med Wang Nan: damdubbel 2000.